# XIV район (Чижины)

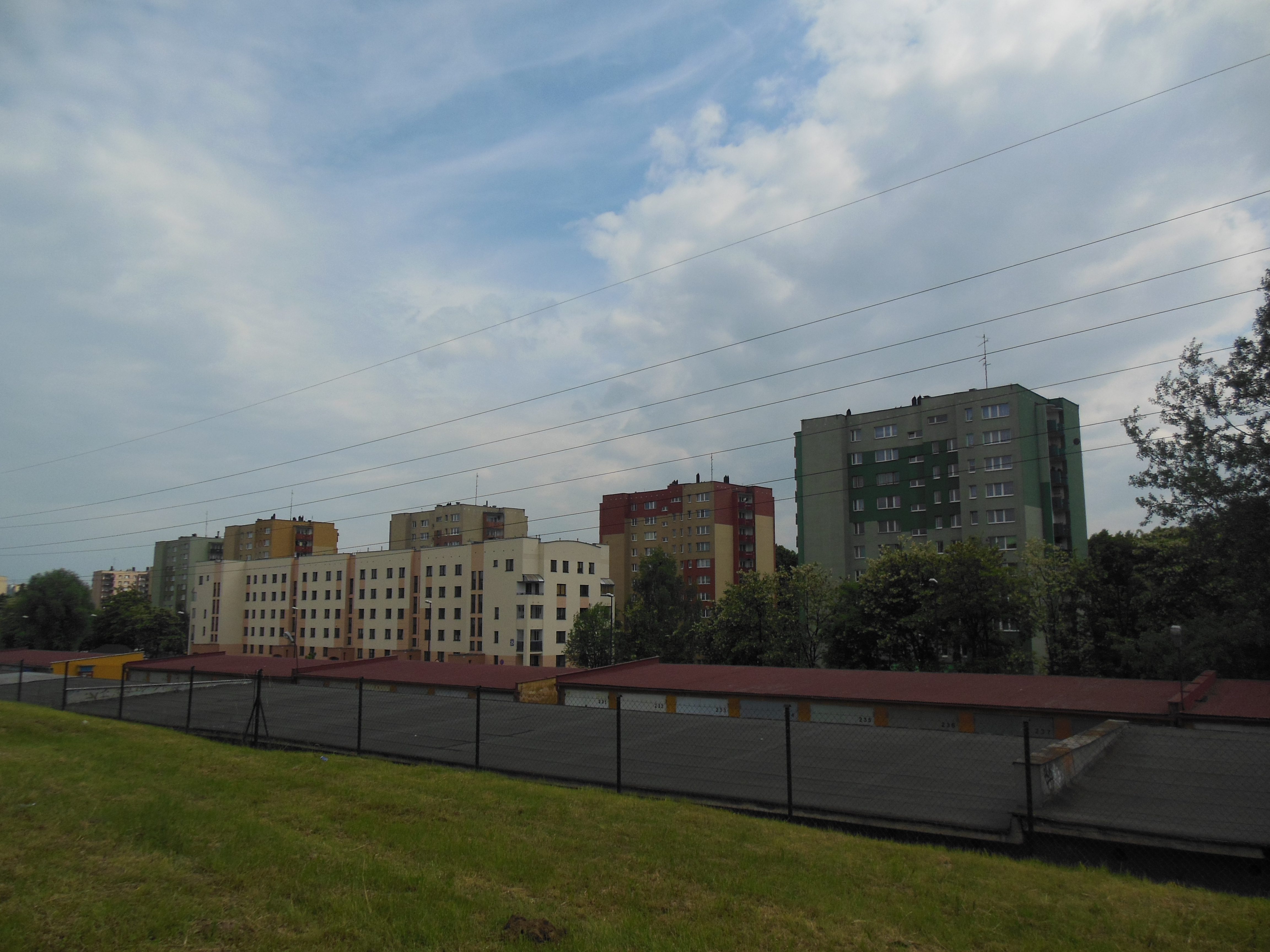
Оседле 303 Дивизиона — один из районов дзельницы XIV Чижины

Дзе́льница XIV Чижи́ны (пол. Dzielnica XIV Czyżyny) — дзельница, административно-территориальная и вспомогательная единица Краковской городской гмины, один из 18 административных районов Кракова. Администрация дзельницы располагается по адресу Osiedle Dywizjonu 303, 34.

## География
Дзельница XIV Чижины граничит на западе с дзельницами II Гжегужки и III Прондник-Червоны, на севере с дзельницей XV Мистшеёвице, на востоке с дзельницами XVI Беньчице и XVIII Нова-Хута и юге через реку Висла с дзельницей XIII Подгуже.
Площадь дзельницы составляет 1.229,44 гектаров. В состав дзельницы входят оседле Ленг, Оседле 2 Лётного Полка, Оседле 303 Дивизиона, Оседле-Академицке, Оседле-Чижины и Чижины.

## История
До 1990 года территорию современной дзельницы входила в состав Дзельницы Нова-Хуты. Современная дзельница была учреждена 27 марта 1991 года решением № XXI/143/91 городского совета Кракова. Современные границы дзельницы были утверждены решением городского совета № XVI/192/95 от 19 апреля 1995 года.

## Население
Численность населения дзельницы составляет 27.029.

## Достопримечательности
- Церковь святого Иуды Фаддея;
- Церковь святого Брата Альберта.